# Livina
Livina (ungarisch Lévna – bis 1900 Livina) ist eine Gemeinde in der West-Mitte der Slowakei mit 119 Einwohnern (Stand 31. Dezember 2024), die zum Okres Partizánske, einem Teil des Trenčiansky kraj, gehört.

## Geographie
Die Gemeinde befindet sich im Mittelteil des Hügellands Nitrianska pahorkatina auf rechtsufriger Flurterrasse der Bebrava und knapp oberhalb der Mündung des Flüsschens Livina in den Fluss. Das Ortszentrum liegt auf einer Höhe von 190 m n.m. und ist 11 Kilometer von Partizánske entfernt.
Nachbargemeinden sind Rybany im Norden, Ostratice im Osten, Nadlice im Süden und Livinské Opatovce im Westen.

## Geschichte
Livina entwickelte sich aus einer im 12. Jahrhundert gegründeten Siedlung und wurde zum ersten Mal 1340 als Levna schriftlich erwähnt. Das Dorf war Besitz des örtlichen Landadels, im 16. Jahrhundert war es Besitz von Damián und später gehörten die Ortsgüter den Familien Batthyány, Hodossy und Vietoris. 1553 gab es zwei verlassene Ansiedlungen und zwei Porta in Livina, 1715 wohnten sechs Haushalte hier, 1778 hatte die Ortschaft ein Landschloss, eine Mühle sowie sieben landadlige, 11 untertane und drei leibeigene Haushalte, 1828 zählte man 36 Häuser und 251 Einwohner, die als Landwirte und Obstbauern beschäftigt waren, dazu gab es eine Baumschule im Ort
Bis 1918 gehörte der im Komitat Neutra liegende Ort zum Königreich Ungarn und kam danach zur Tschechoslowakei beziehungsweise heute Slowakei. Von 1960 bis 1990 war Livina Teil der Gemeinde Nadlice.

## Bevölkerung
| Jahr                | 1994 | 2004     | 2014    | 2024    |
| ------------------- | ---- | -------- | ------- | ------- |
| Anzahl der Personen | 97   | 119      | 114     | 119     |
| Unterschied         |      | +22,68 % | −4,20 % | +4,38 % |

| Jahr                | 2023 | 2024    |
| ------------------- | ---- | ------- |
| Anzahl der Personen | 120  | 119     |
| Unterschied         |      | −0,83 % |

Gemäß der Volkszählung 2011 wohnten in Livina 111 Einwohner, davon 107 Slowaken. Ein Einwohner gab eine andere Ethnie an und drei Einwohner machten keine Angabe zur Ethnie.
100 Einwohner bekannten sich zur römisch-katholischen Kirche und ein Einwohner zu den Baptisten. Sechs Einwohner waren konfessionslos und bei vier Einwohnern wurde die Konfession nicht ermittelt.

## Bauwerke und Denkmäler
- römisch-katholische Stephanskirche im neoromanischen Stil aus dem Jahr 1924